# Irkut (zakłady lotnicze)

Siedziba zakładów

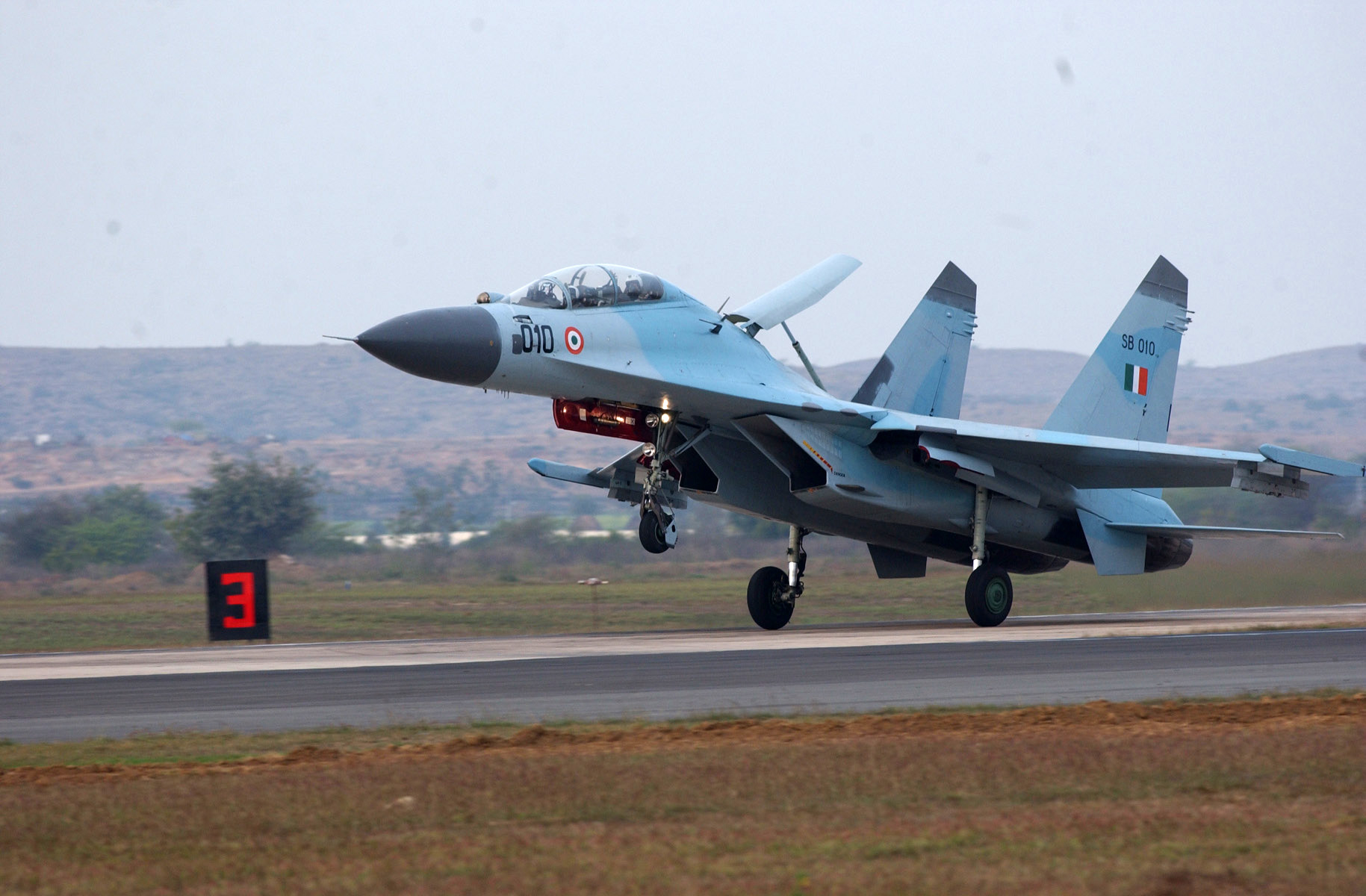
Samolot Su-30 produkowany przez zakłady Irkut

Irkucki zakład lotniczy – filia Korporacji Irkut (ros. Иркутский авиационный завод - филиал ОАО "Корпорация "Иркут") – jedno z wiodących rosyjskich przedsiębiorstw przemysłu lotniczego z siedzibą w Irkucku.
Przedsiębiorstwo wchodzi w skład Korporacji Irkut, jest obecnie producentem samolotów Biura Konstrukcyjnego Suchoj, oprócz tego przedsiębiorstwo produkuje różne komponenty i podzespoły techniki lotniczej dla koncernu Airbus.

## Historia
- Przedsiębiorstwo powstało 28 marca 1932 roku jako "Irkucki Zakład Lotniczy nr 125".
- W 1934 roku zakłady podjęły produkcję pierwszego samolotu - myśliwca I-15.
- W październiku 1941 roku na teren zakładu ewakuowano "Moskiewski Zakład Lotniczy nr 39" i połączono z dotychczasowym zakładem, pod wspólnym numerem 39.
- 14 maja 1974 roku zakłady otrzymały nazwę "Irkucki Zakład Lotniczy".
- W 1992 roku zakłady zostały sprywatyzowane
- W 2008 roku zakłady podjęły produkcję  szkolno-bojowy samolotu - Jak-130
- W 2009 zakład na targach MAKS-2009 zaprezentował dron Irkut-200[1]
- W 2016 roku zakłady podjęły produkcję samolotu - Jak-152
- W 2017  roku zakłady podjęły produkcję samolotu - MS-21.

## Produkcja[2]
- myśliwiec I-15
- bombowiec nurkujący Pe-2
- dwumiejscowy ciężki myśliwiec Pe-3
- średni bombowiec dalekiego zasięgu Ił-4
- dwusilnikowy bombowiec Ił-6
- średni bombowiec szturmowy Tu-2
- taktyczny samolot bombowy Tu-14
- frontowy bombowiec Ił-28
- średni samolot transportowy An-12
- naddźwiękowy samolot bombowy Jak-28
- samolot transportowy An-24
- samolot szkolno-bojowy MiG-23UB
- samolot szkolno-bojowy Su-27UBK
- samolot myśliwsko-bombowy MiG-27
- wielozadaniowy samolot bojowy Su-30